# Biblioteca química
Uma biblioteca química é uma coleção de produtos químicos armazenados, geralmente utilizados em triagem de alto rendimento ou fabricação industrial. A biblioteca química pode consistir em termos simples de uma série de produtos químicos armazenados. Bibliotecas codificadas por DNA, por exemplo, surgiram como um recurso amplamente utilizado para a descoberta de pequenas moléculas bioativas e oferecem vantagens substanciais em comparação com bibliotecas convencionais de pequenas moléculas.